# スタブロス・ニアルコス
スタブロス・スピロス・ニアルコス（スタヴロス・スピロス・ニャルホス、Σταύρος Σπύρος Νιάρχος、ラテン文字転記:Stavros Spyros Niarchos）(1909年7月3日-1996年4月16日)は、ギリシャの企業家。海運会社を保有し、世界的な富豪であった。競走馬の馬主としても知られた。晩年はスイスのサンモリッツで暮らした。

## 事業歴
アテネ生まれ。両親はもともとアメリカ人で、バッファロー (ニューヨーク州)で百貨店を経営していたが、スタプロスが生まれる少し前にギリシアに移住した。1929年アテネ大学法学部卒業。1930年代の世界的不況の中、6隻の船を購入し、1939年に海運会社（現在のニアルコス・グループの基）を設立。第二次世界大戦中はギリシャ軍に属し連合軍に船を貸したが撃沈された。しかし、その保険金を元手に新たな船を購入し事業を拡大したという。1952年には当時世界最大級のオイルタンカー「World Unity」号(32,895DWTトン数)を保有した。1956年のスエズ危機により運送料が高騰したため会社は多くの利益を上げた。

## 家族
5回結婚し、2人の娘と3人の息子をもうけた。
1930年にコンスタンティン・スポリデス提督の娘ヘレン・スポリデスと結婚したが、一年で離婚した。
1939年にメルポメネ・カッパリスと結婚、1947年に離婚した。
ギリシャの海運王ジョージ・S・リバノス(Georges S. Livanos)の姉ユージニア(Eugenia)と1947年に結婚、1965年に離婚した。
ヘンリー・フォード2世の娘シャーロットと結婚、その後離婚し、ユージニアと縒りを戻した。1965年の彼らのメキシコでの離婚はギリシャ法の下においては承認されなかったので、法的に再婚の手続きを踏むことは必要なかった。ユージニアは1970年にバルビツレートのオーバードースで死んだ。
1971年にはその妹アシーナ・リバノス(Athina Mary Livanos)と結婚した。アシーナは、同じくギリシャの海運王として知られるアリストテレス・オナシスの元妻であった。アシーナもまた、その姉と同じく1974年にオーバードースで死亡した。
1970年代後半から彼の死まで、ヨルダンのフィリヤル王女（ヨルダン王タラール1世の息子ムハンマド王子の元妻）やイタリアのマリーア・ガブリエッラ王女（イタリア王ウンベルト2世の娘）と関係していた。
長男フィリップ・ニアルコス(Philip Niarchos)の子供にはオルセン姉妹のメアリー・ケイトやパリス・ヒルトンとの交際（のちに破局）をしたり、ロシアを代表する大富豪ロマン・アブラモビッチの3番目の妻だったダーリャとの結婚したスタブロス・ニアルコス3世がいる。
次男のSpyros Stavros Niarchos （ユージニア・リバノスとの子供）は、ギネスビール創業者一族の相続人であるダフネ・ギネス（Daphne Guinness）と結婚。現在は離婚しているが、二人の間には息子2人と娘（Nicolas Stavros, Alexis, Ines）がいる。

## 美術コレクション
スタブロス・ニアルコスは、美術品の世界有数のプライベートコレクションでも知られた。1956年に俳優エドワード・G・ロビンソンの美術コレクションを得たことに始まり、西洋絵画では印象派、後期印象派を収集した。その他、古代ギリシアの美術品や、中世ヨーロッパの工芸品、ロマノフ家の宝石をちりばめたイースターエッグ「ファベルジェの卵」の所蔵者リストにもその名前を見ることが出来る。
西洋絵画では、ゴッホ（「包帯をしてパイプをくわえた自画像」「パシアンス・エスカリエの肖像」）について所蔵しているとされる。
また、資金力のあるコレクターとしても著名であり、報道されたものでは1989年にはピカソの自画像「Yo,Picasso」を4785万ドルで購入したのをはじめ、アンディ・ウォーホルの「Shot Red Marilyn」を363万ドルで購入したこともある。
現在、これらのコレクションは、息子のフィリップ、スピロス・ニアルコス(Spyros Niarchos）から、スタブロス・ニアルコス3世へとニアルコス家のコレクションとして引き継がれているが、公式にはそのコレクションの内容は明らかにはされていない。
- ファベルジェの卵（Fabergé　Imperial　Easter　Egg）の解説
- The Niarchos Collection Of Paintings :Arts Council (1958)
- Ancient Greek art from the collection of Stavros S. Niarchos :N. P. Goulandris Foundation, Museum of Cycladic Art (1995) ISBN 9607064135

## 競走馬
スタブロス・ニアルコスは、競走馬の生産主・馬主としても世界的存在であった。アメリカ・ケンタッキー州のレキシントンに牧場を保有していた。同氏の死後、競馬事業は実娘のマリアによって引き継がれている（馬主名義は「ニアルコス・ファミリー」に変更。アメリカでは「フラックスマンホールディングス」名義。）
2021年、「ニアルコス・ファミリー」に対して国際競馬統括機関連盟から国際功労賞（Longines and International Award of Merit）が送られた。

### 主な競走馬
- ヌレイエフ
- ミエスク
- キングマンボ
- マキャヴェリアン
- ノーザントリック
- ローソサイエティ
- シャンハイ
- エルナンド
- イーストオブザムーン
- スピニングワールド
- バゴ
- イラプト
- アルファセントーリ